# Aedes trivittatus
Aedes trivittatus é um espécie de mosquito do Género Aedes, pertencente à família Culicidae.